# Briefmarken-Jahrgang 2023 der Bundesrepublik Deutschland
Der Briefmarken-Jahrgang 2023 der Bundesrepublik Deutschland wurde im November 2021 vom zuständigen Bundesministerium der Finanzen vorgestellt und am 29. November 2022 aktualisiert.
Ursprünglich sollte am 2. November eine Marke zum 50. Jubiläum der Fernsehserie Ein Herz und eine Seele innerhalb der Briefmarkenserie Deutsche Fernsehlegenden zu 160 Eurocent erscheinen. Sowohl die Deutsche Post in ihrer Zeitschrift „postfrisch – Das Philatelie-Journal“ Ausgabe 1/2023 und auch das Finanzministerium kündigten die entsprechende Ausgabe zum 2. November an. In einer aktualisierten Programmausgabeliste vom Juli 2023 wird stattdessen die neue Kryptoserie „Historische Bauwerke in Deutschland“ mit dem Brandenburger Tor, die von einer KI interpretiert wird, zu 160 Eurocent angekündigt.
Bei der Wahl zur „Briefmarke des Jahres“ setzte sich die Marke mit dem Motiv der Micky Maus (100 Jahre Disney) gegen die Marke zum 100. Geburtstag Loriots durch.

## Liste der Ausgaben und Motive
Legende
- Bild: Eine bearbeitete Abbildung der genannten Marke. Das Verhältnis der Größe der Briefmarken zueinander ist in diesem Artikel annähernd maßstabsgerecht dargestellt. Sollten keine Marken abgebildet sein, liegt es daran, dass das Urheberrecht des Künstlers noch nicht erloschen ist.
- Beschreibung: Eine Kurzbeschreibung des Motivs und/oder des Ausgabegrundes. Bei ausgegebenen Serien oder Blocks werden die zusammengehörigen Beschreibungen mit einer Markierung versehen eingerückt.
- Wert: Der Frankaturwert der einzelnen Marke in Eurocent. Ein „+“ bedeutet, dass es sich um eine Zuschlagsmarke handelt (= Frankaturwert + Spende).
- Ausgabedatum: Das Datum des erstmaligen Verkaufs dieser Briefmarke.
- Auflage: Soweit bekannt, wird hier die zum Verkauf angebotene Anzahl dieser Ausgabe angegeben.
- Entwurf: Soweit bekannt, wird hier angegeben, von wem der Entwurf dieser Marke stammt.
- Mi.-Nr.: Diese Briefmarke wird im Michel-Katalog unter der entsprechenden Nummer gelistet.

| Sondermarken | Sondermarken | Sondermarken      | Sondermarken                      | Sondermarken                    | Sondermarken                                    | Sondermarken  | Sondermarken |
| ------------ | --- | ----------------- | --------------------------------- | ------------------------------- | ----------------------------------------------- | ------------- | ------------ |
| Bild         | Beschreibung | Werte in Eurocent | Ausgabe- datum (2023)             | Auflage                         | Entwurf                                         | Mi.-Nr.       |              |
|              | Serie: Immaterielles Kulturerbe - Orgelbau – Orgelmusik | 275               | 5. Januar                         | 2.446.400 davon 26.000 auf ETB  | Julia Warbanow                                  | 3737          |              |
|              | Serie: Deutsche Sehenswürdigkeiten - Insel Mainau | 85                | 5. Januar                         | 3.004.900 davon 26.000 auf ETB  | Jennifer Dengler                                | 3738          |              |
|              | - Zeche Zollverein | 110               | 5. Januar                         | 2.521.400 davon 26.000 auf ETB  | Jennifer Dengler                                | 3739          |              |
|              | Plusmarken-Serie: Für die Wohlfahrtspflege – Grimms Märchen – Hans im Glück zur Unterstützung der Bundesarbeitsgemeinschaft der Freien Wohlfahrtspflege e. V. - Der Abschied | 85+40             | 2. Februar                        | 1.972.600 davon 26.000 auf ETB  | Henning Wagenbreth                              | 3745          |              |
|              | - Allerlei Tauschgeschäfte | 100+45            | 2. Februar                        | 2.320.100 davon 26.000 auf ETB  | Henning Wagenbreth                              | 3746          |              |
|              | - Die Rückkehr | 160+55            | 2. Februar                        | 3.270.100 davon 26.000 auf ETB  | Henning Wagenbreth                              | 3747          |              |
|              | Serie: Beliebte Haustiere - Katze | 100               | 2. Februar                        | 2.664.000 davon 26.000 auf ETB  | Thomas Steinacker                               | 3748          |              |
|              | 125. Geburtstag Bertolt Brecht | 85                | 2. Februar                        | 2.927.900 davon 26.000 auf ETB  | Matthias Wittig                                 | 3749          |              |
|              | Plusmarken-Serie: Für die Wohlfahrtspflege – Grimms Märchen – Hans im Glück - Der Abschied selbstklebend aus Folienblatt und Rolle                                           | 85+40             | 2. Februar                        | 9.366.500 davon 26.000 auf ETB  | Henning Wagenbreth                              | 3750 FB 123   |              |
|              | Serie: Beliebte Haustiere - Katze selbstklebend aus Folienblatt | 100               | 2. Februar                        | 15.677.600 davon 26.000 auf ETB | Thomas Steinacker                               | 3751 FB 124   |              |
|              | Serie: Tag der Briefmarke - Stralsund-Brief Ausgabe auch als Briefmarkenblock                                                                                                | 85+40             | 1. März                           | 1.469.900 davon 26.000 auf ETB  | Ruven Wiegert (Marke), Jennifer Dengler (Block) | 3752 Block 91 |              |
|              | 150. Geburtstag Max Reger | 160               | 1. März                           | 2.593.900 davon 26.000 auf ETB  | Wilfried Korfmacher                             | 3753          |              |
|              | 100 Jahre Disney | 85                | 1. März                           | 3.121.900 davon 26.000 auf ETB  | Jennifer Dengler                                | 3754          |              |
|              | Blumengruß | 70                | 1. März                           | 2.604.900 davon 26.000 auf ETB  | Bettina Walter                                  | 3755          |              |
|              | 100 Jahre Disney selbstklebend aus Folienblatt | 85                | 1. März                           | 42.927.500 davon 26.000 auf ETB | Jennifer Dengler                                | 3756 FB 125   |              |
|              | Blumengruß selbstklebend aus Folienblatt | 70                | 1. März                           | 1.327.500 davon 26.000 auf ETB  | Bettina Walter                                  | 3757 FB 126   |              |
|              | Serie: Street Art - LOW BROS – New Wave | 85                | 6. April                          | 2.758.700 davon 26.000 auf ETB  | Bettina Walter                                  | 3758          |              |
|              | Serie: U-Bahn-Stationen - Reinoldikirche, Dortmund | 70                | 6. April                          | 2.832.700 davon 26.000 auf ETB  | Jennifer Dengler                                | 3759          |              |
|              | - Wilhelm-Leuschner-Platz, Leipzig | 85                | 6. April                          | 2.902.700 davon 26.000 auf ETB  | Jennifer Dengler                                | 3760          |              |
|              | 175. Geburtstag Helene Lange | 195               | 6. April                          | 2.613.700 davon 26.000 auf ETB  | Matthias Beyrow und Constanze Vogt              | 3761          |              |
|              | Plusmarken-Serie: Für den Sport – Paralympischer Sport zur Unterstützung der Stiftung Deutsche Sporthilfe - Rollstuhlbasketball                                              | 85+40             | 4. Mai                            | 1.490.900 davon 26.000 auf ETB  | Thomas Serres                                   | MH 126 3762   |              |
|              | - Para Leichtathletik | 100+45            | 4. Mai                            | 1.489.900, davon 26.000 auf ETB | Thomas Serres                                   | 3763          |              |
|              | - Para Ski Alpin | 160+55            | 4. Mai                            | 1.490.900 davon 26.000 auf ETB  | Thomas Serres                                   | 3764          |              |
|              | Serie: Europa - FRIEDEN – höchstes Gut der Menschheit | 85                | 4. Mai                            | 2.748.700 davon 26.000 auf ETB  | 2xGoldstein                                     | 3765          |              |
|              | Internationale Briefmarkenausstellung IBRA 2023 | 85                | 4. Mai                            | 2.606.700 davon 26.000 auf ETB  | Jan-Niklas Kröger                               | 3766          |              |
|              | Kirchen bewahren und beleben: Kirchenburg Walldorf/Werra | 100               | 4. Mai                            | 2.734.700 davon 26.000 auf ETB  | Sandra Hoffmann Robbiani                        | 3767          |              |
|              | 100 Jahre Schleizer Dreieck | 85                | 1. Juni                           | 2.648.200 davon 26.000 auf ETB  | Hanno Schabacker                                | 3768          |              |
|              | Die Jugend gestaltet eine Briefmarke: Setz ein Zeichen für Demokratie | 85                | 1. Juni                           | 2.687.700 davon 26.000 auf ETB  | Jan-Niklas Kröger                               | 3769          |              |
|              | Special Olympics World Games Berlin 2023 | 95                | 1. Juni                           | 2.785.700 davon 26.000 auf ETB  | Susann Stefanizen                               | 3770          |              |
|              | Natur schützen! Überleben sichern! | 160               | 1. Juni                           | 2.591.700 davon 26.000 auf ETB  | Thomas Steinacker                               | 3771          |              |
|              | Die Jugend gestaltet eine Briefmarke: Setz ein Zeichen für Demokratie selbstklebend aus Folienblatt                                                                          | 85                | 1. Juni                           | 2.593.500 davon 26.000 auf ETB  | Jan-Niklas Kröger                               | 3772 FB 127   |              |
|              | Natur schützen! Überleben sichern! selbstklebend aus Folienblatt | 160               | 1. Juni                           | 1.883.500 davon 26.000 auf ETB  | Thomas Steinacker                               | 3773 FB 128   |              |
|              | Serie: Leuchttürme - Helgoland | 70                | 6. Juli                           | 2.963.700 davon 26.000 auf ETB  | Carsten Wolff                                   | 3774          |              |
|              | Ivenacker Eichen – Erstes Nationales Naturmonument | 110               | 6. Juli                           | 2.694.200 davon 26.000 auf ETB  | Kym Erdmann                                     | 3775          |              |
|              | Plusmarken-Serie: Für die Jugend – Mainzelmännchen zur Unterstützung der Stiftung Deutsche Jugendmarke e. V. - Anordnung „Pyramide“                                          | 85+40             | 3. August                         | 1.490.900 davon 26.000 auf ETB  | Werner Hans Schmidt                             | 3777          |              |
|              | - Anordnung „Gruppe lang“ | 100+45            | 3. August                         | 1.477.900 davon 26.000 auf ETB  | Werner Hans Schmidt                             | 3778          |              |
|              | - Anordnung „Gruppe rund“ | 160+55            | 3. August                         | 1.477.900 davon 26.000 auf ETB  | Werner Hans Schmidt                             | 3779          |              |
|              | Serie: Legenden der Pop-/Rockmusik - Jimi Hendrix | 85                | 3. August                         | 3.124.700 davon 26.000 auf ETB  | Jan-Niklas Kröger                               | 3780          |              |
|              | 70 Jahre Yad Vashem | 85                | 3. August                         | 2.656.200 davon 26.000 auf ETB  | Stefan Guzy                                     | 3781          |              |
|              | Serie: Junge Wildtiere - Ziesel | 160               | 7. September                      | 2.681.700 davon 26.000 auf ETB  | Jennifer Dengler                                | 3782          |              |
|              | Serie: Street Art - MadC – Past and Future | 85                | 7. September                      | 2.438.700 davon 26.000 auf ETB  | Bettina Walter                                  | 3783          |              |
|              | Serie: Superhelden - Iron Man | 85                | 7. September                      | 3.054.700 davon 26.000 auf ETB  | Thomas Steinacker und Jan-Niklas Kröger         | 3784          |              |
|              | Serie: Zeitreise Deutschland - Dresden | 100               | 7. September                      | 2.704.700 davon 26.000 auf ETB  | Thomas Steinacker und Jan-Niklas Kröger         | 3785          |              |
|              | 400 Jahre Rechenmaschine Wilhelm Schickard | 85                | 7. September                      | 2.950.700 davon 26.000 auf ETB  | Luzia Hein                                      | 3786          |              |
|              | 100. Geburtstag Bernhard Carl „Bert“ Trautmann | 195               | 5. Oktober                        | 1.646.100 davon 26.000 auf ETB  | Andreas Ahrens                                  | 3787          |              |
|              | 100. Geburtstag Otfried Preußler | 70                | 5. Oktober                        | 2.428.600 davon 26.000 auf ETB  | Daniela Burger                                  | 3788          |              |
|              | 100 Jahre Planetarium in Deutschland | 95                | 5. Oktober                        | 2.421.600 davon 26.000 auf ETB  | Frank Philippin                                 | 3789          |              |
|              | 100 Jahre Rundfunk in Deutschland | 275               | 5. Oktober                        | 1.573.600 davon 26.000 auf ETB  | Luzia Hein                                      | 3790          |              |
|              | 50 Jahre Maximilian-Kolbe-Werk | 85                | 5. Oktober                        | 2.392.100 davon 26.000 auf ETB  | Serge Rompza und Anders Hofgaard                | 3791          |              |
|              | 100 Jahre Rundfunk in Deutschland selbstklebend aus Folienblatt | 275               | 5. Oktober                        | 1.928.500 davon 26.000 auf ETB  | Luzia Hein                                      | 3792 FB 129   |              |
|              | Plusmarken-Serie: Weihnachten - Die Botschaft des Engels: „Euch ist heute der Heiland geboren“                                                                               | 85+40             | 2. November                       | 1.951.200 davon 26.000 auf ETB  | nexd                                            | 3793          |              |
|              | 100. Geburtstag Vicco von Bülow – Loriot - Vicco von Bülow | 85                | 2. November                       | 2.820.300 davon 26.000 auf ETB  | Annette Le Fort und André Heers                 | Block 92 3794 |              |
|              | - Loriot | 85                | 2. November                       | 3.020.300 davon 26.000 auf ETB  | Annette Le Fort und André Heers                 | 3795          |              |
|              | Serie: Historische Bauwerke in Deutschland - Brandenburger Tor von einer KI interpretiert                                                                                    | 160               | 2. November                       | 801.000 davon 26.000 auf ETB    | pro concept                                     | 3796          |              |
|              | Serie: Superhelden - Captain Marvel | 85                | 2. November                       | 2.670.700 davon 26.000 auf ETB  | Jan-Niklas Kröger                               | 3797          |              |
|              | Eichhörnchen im Schnee | 85                | 2. November                       | 3.372.600 davon 26.000 auf ETB  | Bettina Walter                                  | 3798          |              |
|              | Plusmarken-Serie: Weihnachten - Die Botschaft des Engels: „Euch ist heute der Heiland geboren“ selbstklebend aus Folienblatt                                                 | 85+40             | 2. November                       | 4.513.000 davon 26.000 auf ETB  | nexd                                            | 3799 FB 130   |              |
|              | Loriot selbstklebend aus Folienblatt | 85                | 2. November                       | 5.923.500 davon 26.000 auf ETB  | Annette Le Fort und André Heers                 | 3800 FB 131   |              |
|              | Serie: Historische Bauwerke in Deutschland - Brandenburger Tor von einer KI selbstklebend aus Markenheftchen                                                                 | 160               | 2. November                       | 250.000                         | pro concept                                     | 3801 MH 127   |              |
|              | Eichhörnchen im Schnee selbstklebend aus Folienblatt | 85                | 2. November                       | 47.441.500 davon 26.000 auf ETB | Bettina Walter                                  | 3802 FB 132   |              |
|              | Serie: Deutsche Fernsehlegenden - 50 Jahre Ein Herz und eine Seele | 160               | (2. November) nicht herausgegeben | —                               | —                                               | —             |              |
|              | Serie: Helden der Kindheit - Käpt’n Blaubär | 85                | 7. Dezember                       | 2.490.300 davon 26.000 auf ETB  | Jan-Niklas Kröger                               | 3803          |              |
|              | - Pinocchio | 100               | 7. Dezember                       | 2.327.800 davon 26.000 auf ETB  | Jan-Niklas Kröger                               | 3804          |              |
|              | 75 Jahre Allgemeine Erklärung der Menschenrechte | 370               | 7. Dezember                       | 1.606.900 davon 26.000 auf ETB  | Rimini Berlin GbR                               | 3805          |              |
| Dauermarken  | |                   |                                   |                                 |                                                 |               |              |
| Bild         | Beschreibung | Werte in Eurocent | Ausgabe- datum (2023)             | Auflage                         | Entwurf                                         | Mi.-Nr.       |              |
|              | Serie: Welt der Briefe - Briefbahn | 30                | 5. Januar                         | ?                               | Bettina Walter                                  | 3732          |              |
|              | - Briefberge | 33                | 5. Januar                         | ?                               | Bettina Walter                                  | 3733          |              |
|              | - Flügelstifte | 38                | 5. Januar                         | ?                               | Bettina Walter                                  | 3734          |              |
|              | - Regenbogenbrief | 48                | 5. Januar                         | ?                               | Bettina Walter                                  | 3735          |              |
|              | - Briefmarkengleiter | 61                | 5. Januar                         | ?                               | Bettina Walter                                  | 3736          |              |
|              | - Briefbahn selbstklebend aus Rolle | 30                | 5. Januar                         | ?                               | Bettina Walter                                  | 3740          |              |
|              | - Briefberge selbstklebend aus Rolle | 33                | 5. Januar                         | ?                               | Bettina Walter                                  | 3741          |              |
|              | - Flügelstifte selbstklebend aus Rolle | 38                | 5. Januar                         | ?                               | Bettina Walter                                  | 3742          |              |
|              | - Regenbogenbrief selbstklebend aus Rolle | 48                | 5. Januar                         | ?                               | Bettina Walter                                  | 3743          |              |
|              | - Briefmarkengleiter selbstklebend aus Rolle | 61                | 5. Januar                         | ?                               | Bettina Walter                                  | 3744          |              |
|              | - Briefbeet | 345               | 3. August                         | ?                               | Bettina Walter                                  | 3776          |              |